# Puerto de Tubarão
El puerto de Tubarão (en portugués: Porto de Tubarão) es uno de los puertos principales  de Brasil y de América Latina. Se encuentra localizado en la ciudad de Vitória, en el estado de Espírito Santo. El puerto fue construido en 1966 por la empresa minera brasileña Vale S.A. para exportar mineral de hierro extraído del "Cuadrilátero de Hierro" en Minas Gerais. En 2019 fue el segundo puerto privado más grande de Brasil en términos de manejo de carga (y mineral de hierro), solo superado por el puerto de Ponta da Madeira.

## Historia
La construcción del puerto de Tubarão fue iniciada en 1962 por (entonces una empresa de capital mixto) - Vale do Rio Doce., El año de la firma de los primeros contratos a largo plazo para el suministro de mineral de hierro a Japón y Alemania, y su construcción se pagó íntegramente con fondos del Tesoro Nacional.
El puerto de Tubarão fue un proyecto pionero, diseñado por Eliezer Batista, que ayudó a crear un nuevo proceso logístico global en el transporte de graneles sólidos y líquidos. La participación de Japón en esta empresa fue decisiva y la construcción del puerto de Tubarão permanece en la memoria con simpatía de los japoneses hasta hoy:
 Aquí, merece destacarse el proyecto pionero del puerto de Tubarão, que provocó la mayor revelación en el transporte global de graneles sólidos y líquidos con la consiguiente evolución, en términos globales, de un nuevo sistema de logística global, que ha transformado la "distancia física" en "distancia económica". Era posible llevar un producto de muy bajo valor a las mayores distancias del planeta, económicamente. 
 Grandes graneleros y graneleros, así como colosales petroleros, son los frutos de este konzept. 
 La contribución de la industria siderúrgica brasileña ha permitido a Companhia Vale do Rio Doce dar un importante primer paso con contratos a largo plazo y asistencia tecnológica en el diseño y construcción de grandes buques (nuevos materiales para nuevos diseños y su versatilidad) . Como resultado, se creó Docenave, que se convirtió en la tercera flota a granel más grande del mundo.

### Financiamiento
En posesión de los contratos de suministro de mineral de hierro, Eliezer recurrió al Ex-Im Bank, el banco de desarrollo de los Estados Unidos, para obtener financiamiento para la construcción del puerto de Tubarão. Pero fracasó: regresó con las manos vacías. El banco estadounidense no extendió ningún crédito a Brasil, ni a Vale, ni a las siderúrgicas japonesas.
Explicó sus dificultades al Ministro de Hacienda en ese momento, durante una audiencia que se ha vuelto histórica:
 Sin fondos para construir el puerto de Tubarão, Eliezer recurrió a João Goulart (Jango), ministro de Finanzas, San Tiago Dantas. "Se levantó de su silla, se quitó esos anteojos grandes de montura negra y dijo:" No tengo los recursos para prestarles, pero encontraré la manera. Hagamos girar la guitarra ”. Se registra aquí la revelación que valdrá el odio eterno de los monetaristas caninos agudos que odian la economía física. (…) San Tiago tenía dinero impreso.

## Fundamentos económicos
Tubarão se convirtió en el puente que unía a Vale S.A. con el resto del mundo y le permitió a la empresa aumentar significativamente las exportaciones brasileñas en general.
Diseñado para albergar barcos de un tamaño aún no fabricado, el puerto de Tubarão fue pionero mundial en su categoría.
 Fue una locura para la época, porque no había 'diseño de barco' o acero para este tamaño de barco , dice Eliezer. A pesar del enorme riesgo que implicaba, Japón acordó construir los barcos. Fue un matrimonio de intereses.

## Beneficios colaterales
La inauguración del puerto de Tubarão en 1966 y su tecnología pionera despertaron gran entusiasmo entre los inversores japoneses e hicieron mucho por elevar el concepto internacional de Brasil.
Su construcción atrajo inmediatamente una verdadera "avalancha" de nuevas inversiones extranjeras a Brasil, como Celulose Nipo Brasileira SA- Cenibra, Companhia Siderúrgica de Tubarão, Albrás - Alunorte (alúmina y aluminio), Mineração da Serra Geral (mineral de hierro) y Nova Era. Silicio (aleaciones de ferrosilicio, etc.) y el primer gran proyecto en el extranjero CSI (California Steel Industries / Joint Venture de Vale con Kawasaki), que de alguna manera ayudó a absolver al ministro de finanzas de la época, San Tiago Dantas, del "pecado" de habiendo autorizado la impresión de dinero para su creación.

## Presente
En 2016, el puerto fue responsable del 13% del PIB de Espírito Santo. El aumento de la actividad económica en el estado también se puede explicar, porque luego de la construcción del puerto y el complejo, influyó en la llegada de empresas como Aracruz Celulose (Fibria) y Companhia Siderúrgica de Tubarão (ArcelorMittal). El Centro Industrial Vitória (CIVIT), en Serra, también tuvo lugar después de 1966. El complejo Tubarão incluye ocho fábricas de peletización, operaciones portuarias para el envío de mineral de hierro, pellets, productos agrícolas. y la descarga de carbón. Al menos 60 tipos de productos pasan por el sitio, entre ellos mineral de hierro, acero, soja, carbón y piedra caliza a lo largo de 905 kilómetros de vías férreas, que representan alrededor del 40% de la carga ferroviaria del país.

## Transporte
El acceso por carretera es a través de la BR-101, el ferrocarril, a través del Ferrocarril Vitória-Minas - EFVMe o el marítimo a través del canal de acceso a la terminal, en mar abierto, en la ciudad de Vitória - ES.